# 埃德·布克
埃德·布克（英語：Ed Book，1970年9月23日—），新西兰男子篮球运动员。他曾代表新西兰国家队参加2006年英联邦运动会篮球比赛，获得一枚银牌。他也曾参加2004年夏季奥运会。